# رونكس كيبروتو
رونكس كيبروتو (بالإنجليزية: Rhonex Kipruto)‏ (مواليد 12 أكتوبر 1999م) هو عداء مسافات طويلة كيني فاز بذهبية بطولة العالم للشباب عام 2018م في سباق 10،000 متر  وحصل على الميدالية البرونزية في نفس السباف في بطولة العالم للكبار 2019م.
في 12 يناير 2020م، استطاع كسر الرقم العالمي في سباق 10 كيلو بوقت 26 دقيقة و24 ثانية.